# Fóios
Fóios ist eine Gemeinde (Freguesia) im portugiesischen Kreis Sabugal. In ihr leben 310 Einwohner (Stand 19. April 2021).